# فتجيرل ريباكس
فيت-جيرل ريباكس (بالإنجليزية: FitGirl Repacks)‏ (حرفيًا: حزم الفتاة الرشيقة) هي موقع على شبكة الإنترنت توزع ألعاب الفيديو مقرصنة . تشتهر FitGirl Repacks بإعادة حزم الألعاب - وضغطها بشكل كبير حتى يمكن تنزيلها ومشاركتها بكفاءة أكبر.  
لا تقوم FitGirl Repacks بكسر حماية الألعاب، وبدلًا من ذلك تستخدم أدوات تثبيت الألعاب الحالية أو ملفات الألعاب المقرصنة مثل الإصدارات من مشهد Warez وإعادة حزمها إلى حجم تنزيل أصغر بكثير. يتم توزيع الألعاب المعاد تجميعها ، والتي تقتصر عادةً على الويندوز، باستخدام خدمات استضافة الملفات وBitTorrent. يتم نشر إرشادات التنزيل والمعلومات الخاصة بالإصدارات الجديدة على مدونة الموقع وثلاثة أدلة تورنت: 1337x وRuTor وTapochek.

## أنظر أيضًا
• قرصنة المحتوى
• ذا بايرت بي